# World Surf League 2016

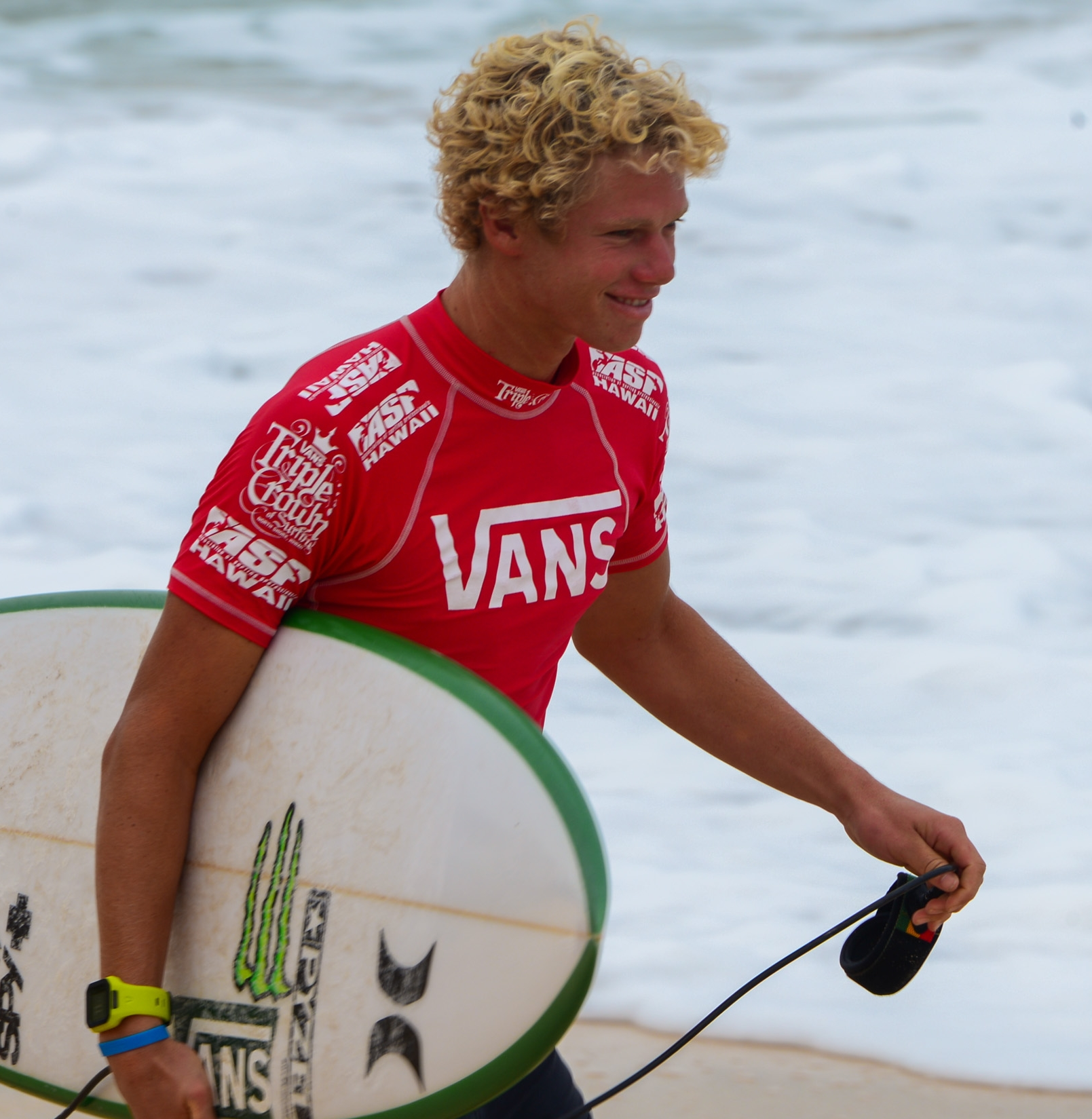
John John Florence remporte son premier titre à l'issue de l'avant-dernière épreuve.

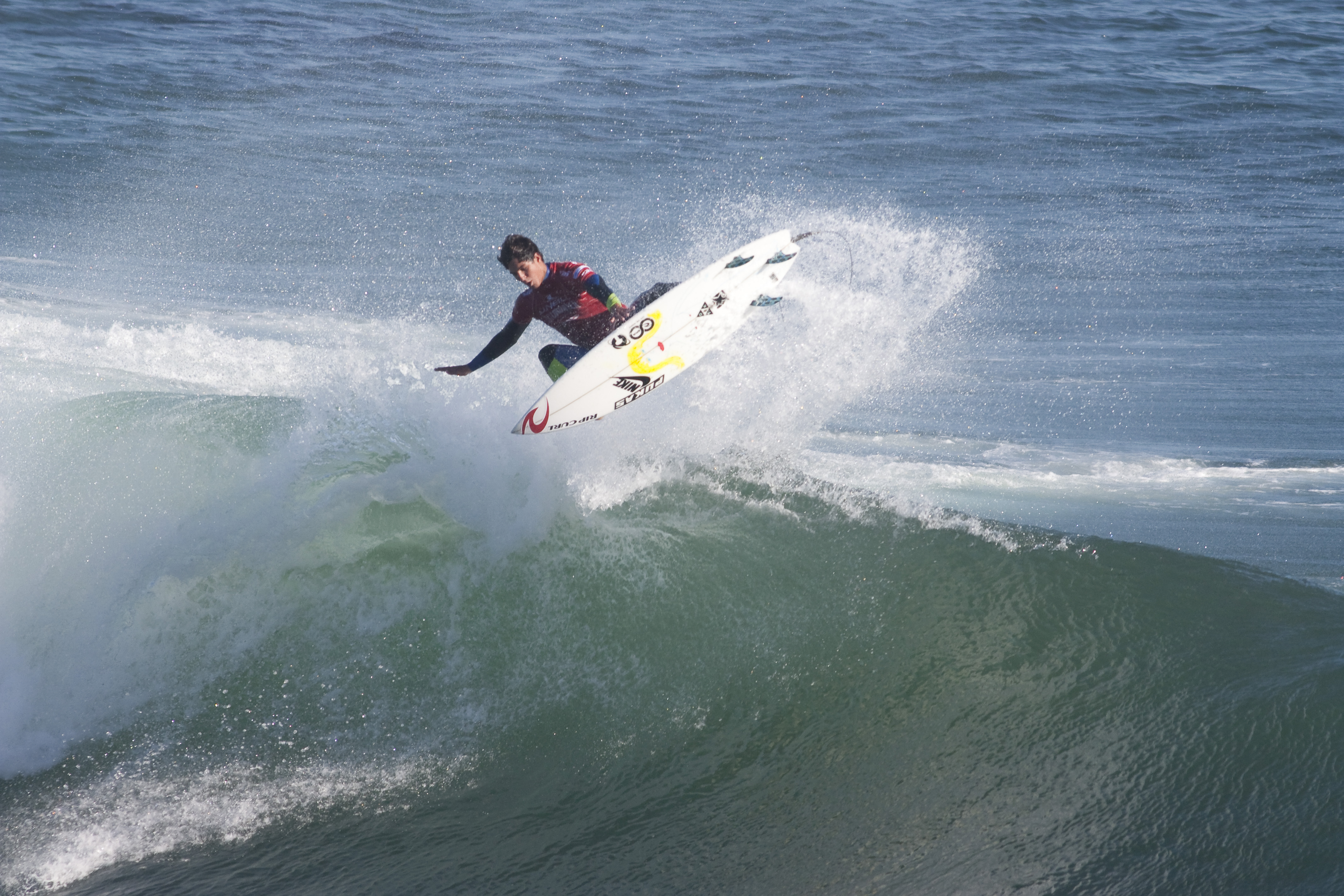
Gabriel Medina, champion du monde en 2014, termine troisième du championnat.

Le World Surf League Championship Tour 2016 est un circuit professionnel de surf organisé par la World Surf League et qui constitue la division d'élite du championnat du monde en 2016. Il s'agit de la quarante-et-unième édition du championnat, qui se déroule en plusieurs étapes dispersées à travers le monde entre mars et décembre 2016.

## Participants

### Top 34
Les surfeurs qualifiés pour le championnat du monde 2016 sont les 22 premiers de la World Surf League 2015 ainsi que les 10 premiers des World Qualifying Series 2015 (en retirant les 22 surfeurs déjà qualifiés par le biais du World Tour). Deux wild cards sont également attribuées par la World Surf League.
- Les 22 premiers au classement de la World Surf League 2015 :

| Place | Surfeur            | Pays                |
| ----- | ------------------ | ------------------- |
| 1     | Adriano de Souza   | Brésil              |
| 2     | Mick Fanning       | Australie           |
| 3     | Gabriel Medina     | Brésil              |
| 4     | Filipe Toledo      | Brésil              |
| 5     | Owen Wright        | Australie           |
| 6     | Julian Wilson      | Australie           |
| 7     | Ítalo Ferreira     | Brésil              |
| 8     | Jérémy Florès      | France              |
| 9     | Kelly Slater       | États-Unis          |
| 10    | Nat Young          | États-Unis          |
| 11    | Josh Kerr          | Australie           |
| 12    | Bede Durbidge      | Australie           |
| 13    | Joel Parkinson     | Australie           |
| 14    | John John Florence | Hawaï               |
| 15    | Wiggolly Dantas    | Brésil              |
| 16    | Taj Burrow         | Australie           |
| 17    | Kai Otton          | Australie           |
| 18    | Matt Wilkinson     | Australie           |
| 19    | Adrian Buchan      | Australie           |
| 20    | Keanu Asing        | Hawaï               |
| 21    | Michel Bourez      | Polynésie française |
| 21    | Jadson André       | Brésil              |

- Les 10 premiers du circuit World Qualifying Series 2015.

Ce classement reprend les 5 meilleurs résultats des surfeurs sur les épreuves des World Qualifying Series. Les surfeurs déjà qualifiés par le biais du top 22 du championnat du monde sont exclus de cette liste : 
| Place | Surfeur        | Pays       |
| ----- | -------------- | ---------- |
| 1     | Caio Ibelli    | Brésil     |
| 2     | Jack Freestone | Australie  |
| 2     | Kolohe Andino  | États-Unis |
| 4     | Miguel Pupo    | Brésil     |
| 6     | Alejo Muniz    | Brésil     |
| 7     | Kanoa Igarashi | États-Unis |
| 8     | Alex Ribeiro   | Brésil     |
| 9     | Conner Coffin  | États-Unis |
| 10    | Davey Cathels  | Australie  |
| 10    | Ryan Callinan  | Australie  |

Ryan Callinan et Davey Cathels (10e ex aequo) bénéficient de la requalification via le World Tour de Filipe Toledo (5e).
- Deux wild cards décernées par la WSL[1] :
  - Jordy Smith ( Afrique du Sud) : 28e du World Tour, blessé durant 5 épreuves.
  - Matt Banting ( Australie) : 33e du World Tour, blessé durant 6 épreuves.

### Remplaçants
A compléter

### Places au choix des organisateurs
Au cours de chaque épreuve, deux places restent à pourvoir. Elles peuvent être attribuées par wild cards et/ou à l'issue d'une épreuve de qualification.

### Changements
Kolohe Andino (25e du World Tour) et Miguel Pupo (27e) se requalifient via le circuit WQS. Alejo Muniz fait son retour en tant que titulaire après une année en tant que remplaçant (participation à 5 épreuves). Caio Ibelli (2 épreuves du World Tour 2015), Jack Freestone, Kanoa Igarashi, Alex Ribeiro, Conner Coffin, Ryan Callinan et Davey Cathels intègrent le championnat du monde.
C.J. Hobgood (23e du World Tour) et Glenn Hall (30e), qui bénéficiaient tous deux d'une wild card en 2015, prennent leur retraite à l'issue de la saison, de même que Frederick Patacchia (32e) (depuis le 9 septembre 2015).
Adam Melling (23e), Sebastian Zietz (26e), Brett Simpson (29e), Ricardo Christie (31e) et Dusty Payne (36e) ne parviennent pas à se requalifier et quittent donc le championnat du monde. Cependant, à la suite des différentes blessures (notamment Owen Wright forfait pour la saison et Bede Durbidge absent pendant 10 épreuves) et départs (retraite de Taj Burrow après le Fiji Pro et "année sabbatique" de Mick Fanning), Adam Melling et Sebastian Zietz participe à l'ensemble de la saison, Dusty Payne à huit épreuves et Brett Simpson à une épreuve.
Tomas Hermes (4 épreuves), Aritz Aranburu (5 épreuves) et Garrett Parkes (1 épreuve), remplaçants en 2015, ne parviennent pas à se qualifier.

### Favoris
On peut citer comme favoris : Adriano de Souza (champion du monde en titre, 5e en 2009, 2011 et 2012), Gabriel Medina (champion de monde en 2014, 3e en 2015), Mick Fanning (triple champion du monde, quatre fois 3e, 2e en 2014 et 2015),  Kelly Slater (onze fois champion du monde) ou encore Joel Parkinson (champion du monde 2012 et huit fois dans le top 4 du championnat).  
On peut retenir parmi les outsiders John John Florence (4e en 2012, 10e en 2013, 3e en 2014), Jordy Smith (2e en 2010, 4e en 2013, 7e en 2011 et 2014), Taj Burrow (neuf fois dans le top 4, 5e en 2013), Josh Kerr (8e en 2011 et 2012, 9e en 2013 et 2014), Julian Wilson (9e en 2011 et 2012, 6e en 2013 et 2015), Owen Wright (3e en 2011, 10e en 2012, 5e en 2015) ou encore Filipe Toledo (4e en 2015).

## Résumé de la saison
A compléter

## Calendrier
| Étape | Compétition                   | Site                                  | Pays           | Dates                 | Vainqueur          | Finaliste          | Classement général |
| ----- | ----------------------------- | ------------------------------------- | -------------- | --------------------- | ------------------ | ------------------ | ------------------ |
| 1     | Quiksilver Pro Gold Coast     | Gold Coast, Queensland                | Australie      | Du 10 au 21 mars      | Matt Wilkinson     | Kolohe Andino      | Matt Wilkinson     |
| 2     | Rip Curl Pro Bells Beach      | Bells Beach, Victoria                 | Australie      | Du 24 mars au 5 avril | Matt Wilkinson     | Jordy Smith        | Matt Wilkinson     |
| 3     | Drug Aware Margaret River Pro | Margaret River, Australie-Occidentale | Australie      | Du 8 au 19 avril      | Sebastian Zietz    | Julian Wilson      | Matt Wilkinson     |
| 4     | Oi Rio Pro                    | Barra da Tijuca, Rio de Janeiro       | Brésil         | Du 10 au 21 mai       | John John Florence | Jack Freestone     | Matt Wilkinson     |
| 5     | Fiji Pro                      | Namotu et Tavarua                     | Fidji          | Du 5 au 17 juin       | Gabriel Medina     | Matt Wilkinson     | Matt Wilkinson     |
| 6     | J-Bay Open                    | Jeffreys Bay, Cap-Oriental            | Afrique du Sud | Du 6 au 17 juillet    | Mick Fanning       | John John Florence | Matt Wilkinson     |
| 7     | Billabong Pro Tahiti          | Teahupoo, Taiarapu-Ouest              | Tahiti         | Du 19 au 30 août      | Kelly Slater       | John John Florence | John John Florence |
| 8     | Hurley Pro at Trestles        | Trestles, Californie                  | États-Unis     | Du 7 au 18 septembre  | Jordy Smith        | Joel Parkinson     | John John Florence |
| 9     | Quiksilver Pro France         | Soorts-Hossegor, Landes               | France         | Du 4 au 15 octobre    | Keanu Asing        | Gabriel Medina     | John John Florence |
| 10    | Moche Rip Curl Pro Portugal   | Peniche, Estremadura                  | Portugal       | Du 18 au 29 octobre   | John John Florence | Conner Coffin      | John John Florence |
| 11    | Billabong Pipe Masters        | Banzai Pipeline, North Shore d'Oahu   | Hawaï          | Du 8 au 20 décembre   | Michel Bourez      | Kanoa Igarashi     | John John Florence |

## Classement
Le classement final prend en compte les 9 meilleurs résultats (sur 11 épreuves) de chaque surfeur.
|     | Classement final du Championship Tour |        |
| 1er | John John Florence                    | 59 850 |
| 2e  | Jordy Smith                           | 46 400 |
| 3e  | Gabriel Medina                        | 45 450 |
| 4e  | Kolohe Andino                         | 44 150 |
| 5e  | Matt Wilkinson                        | 39 500 |
| 6e  | Michel Bourez                         | 38 700 |
| 7e  | Kelly Slater                          | 37 900 |
| 8e  | Julian Wilson                         | 36 850 |
| 9e  | Joel Parkinson                        | 35 700 |
| 10e | Filipe Toledo                         | 35 400 |